# Jaarbeurs (Utrecht)

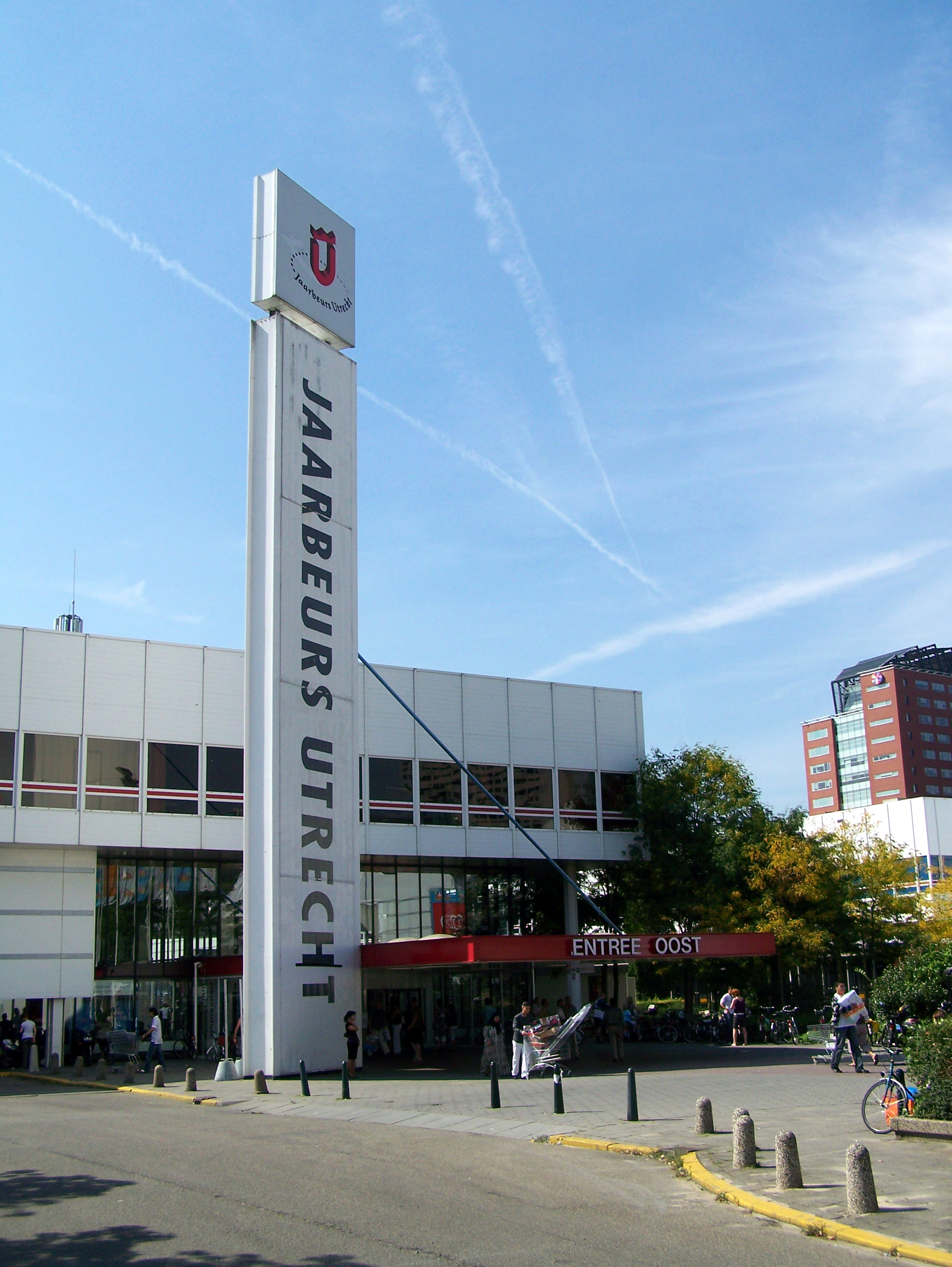
Eingangsbereich Jaarbeurs

Das Royal Dutch Jaarbeurs Exhibition & Convention Centre, vor 2015 Jaarbeurs Utrecht, ist ein Gebäudekomplex für Messen und Großveranstaltungen in der niederländischen Stadt Utrecht. Die Gebäude befinden sich nahe dem Bahnhof Utrecht Centraal am Jaarbeursplein.

## Messestandort
Folgend seinem Namen Jaarbeurs (wörtlich: Jahresbörse, in der Bedeutung: Messeschau) finden hier regelmäßige Messen statt, darunter die Touristikschau „Vakantiebeurs“, die 2019 eingestellte Buchmesse „Boekenfestijn“, die Hobbymesse „KreaDoe“, die Lifestyle-Veranstaltung „50PlusBeurs“, Computerausstellung („HCC-Dagen“) und andere IT-Messen, eine Comicbörse, eine Brettspielmesse und eine Motorradmesse.
Mit ihren 11 Hallen und 100.000 m² Ausstellungsfläche ist die Jaarbeurs neben der Amsterdam RAI (12 Hallen mit 90.000 m²) der größte Messestandort der Niederlande. Der Veranstaltungsort zählt jährlich 2,5 Millionen Besucher. Die Messe verfügt zudem über Büros in Shanghai und Bangkok.
Die Jaarbeurs steht jedoch allen Veranstaltern und Ausstellern zur Verfügung. So organisiert oder begleitet die Jaarbeurs zahlreiche Events unterschiedlichster Größe. Hier finden gesellige Treffen, Workshops, Konferenzen, Schulungen, Firmenveranstaltungen und Konzerte statt. Auch die Universität Utrecht nutzt einige der Räume für ihre Belange.

## Geschichte
Während des Ersten Weltkriegs lag der niederländische Außenhandel am Boden. Waren, die nicht importiert werden konnten, mussten nun im Land produziert werden. Dies führte zu einer Zunahme der Binnenwirtschaft und so entstand das Bedürfnis nach einem zentralen Ort sich zu präsentieren und Handelskontakte zu knüpfen.
Auf Initiative der Vereeniging Nederlandsch Fabrikaat, der Maatschappij van Nijverheid („Gesellschaft der Industrie“) und der Nederlandse Vereniging voor Tentoonstellingsbelangen (etwa „Niederländischer Verein für Ausstellerinteressen“) wurde 1916 die Vereeniging tot het houden van Jaarbeurzen („Verein zur Durchführung jährlicher Messen“) gegründet. Aufgrund seiner zentralen Lage im Land und guten Verkehrsanbindung wurde als Standort die Stadt Utrecht ausgewählt.
In den Gründungsjahren der Jaarbeurs war neben anderen prominenten Utrechtern der Literat Willem Graadt van Roggen (1879–1945), der hier zu einer der maßgeblichen und leitenden Figuren wurde. Es wurden zur Gründung staatliche und kommunale Gelder bewilligt sowie städtische Angestellte zur Verfügung gestellt. Damit wurde das Ziel der Regierung verfolgt, die niederländische Wirtschaft während des Krieges über Wasser halten zu können.
Die erste Utrechter Jaarbeurs wurde 1917 abgehalten, hier aber noch im Vorgängerbau am Vredenburg-Platz, der ehemaligen Früchte- und Getreidemarkthalle („Fruithal en Korenbeurs“). 87.000 ausgewählte Besucher, meist aus Industrie und Einzelhandel, besuchten die zweiwöchige Erstveranstaltung, bei der sich 690 niederländische Unternehmen präsentierten. Diese Messe, begleitet von einer umfangreichen Werbekampagne und verbilligten Bahntickets, war ein großer Erfolg und stellt bis heute einen markanten Punkt der Wirtschaftsgeschichte Utrechts dar.
Als auch die zweite Messe im Frühjahr 1918 mit 1062 teilnehmenden Unternehmen ein großer Erfolg wurde, beschloss der Verein, sich dauerhaft in Utrecht niederzulassen. 1921 wurde erstmals auch ein Jahrmarkt im Herbst veranstaltet, der auch internationale Teilnehmer hatte. Im selben Jahr wurde die alte Fruithal durch ein neues Ausstellungsgebäude ersetzt. 1930 wurde auch die benachbarte Korenbeurs durch einen Neubau ersetzt, danach wurde das Gelände 1932 und 1938 durch Anbauten erweitert.
1942 verboten die deutschen Besatzer jegliche Messeausstellungen und beschlagnahmten die Gebäude. 1946 wurde die erste Nachkriegsmesse organisiert, jedoch nun ohne finanzielle Unterstützung von Staat und Gemeinde. Aufgrund wachsender Besucher- und Ausstellerzahlen musste die Jaarbeurs den zur Verfügung stehenden Raum erneut vergrößern. Da eine Erweiterung der Gebäude auf der Vredenburg nicht in Frage kam, wurde ein Standort auf der anderen Seite des Bahnhofs an der Croeselaan gewählt.
Mit der Bernhardhal (eine Ausstellungshalle, die nach dem niederländischen Prinzgemahl benannt wurde) wurde 1953 das erste Messegebäude an der Croeselaan eröffnet. Danach kamen nach und nach weitere Gebäude und Erweiterungen dazu. 1970 wurden de meisten Bauten der alten Jaarbeurs auf der Vredenburg abgerissen. Dort steht heute ein Wohn- und Geschäftskomplex (Hoog Catharijne) sowie das Muziekcentrum Vredenburg, heute unter dem Namen TivoliVredenburg bekannt. Nur das Verwaltungsgebäude der alten Jaarbeurs, ein Entwurf von Piet Elling aus dem Jahr 1961, blieb mehrere Jahrzehnte als Teil von Hoog Catharijne bestehen. Als das Hoog Catharijne 2013 erweitert werden sollte, wurde auch dieser Rest der alten Jaarbeurs abgerissen.

## Weitere Nutzung
Neben der Bedeutung als Messestandort wird hier auch musikalischen Großveranstaltungen der Technoszene, wie der Trance Energy und Thunderdome, Platz gegeben. Auf dem Gelände findet sich ein Gebäude mit 1.500 Sitzplätzen, das auch als Theater, bzw. Musicalbühne („Beatrix Theater“) sowie als Kongresshalle genutzt wird. Die Gebäude der Jaarbeurs können zudem bei größeren Zugausfällen als Notunterkunft eingesetzt werden. Bereits 1967 fand hier eines der ersten Pop-Festivals der Niederlande statt. (Siehe hierzu das heutige  Lowlands Festival nahe Biddinghuizen). Als der Papst Johannes Paul II. im Zuge seines Niederlandebesuchs am 12. Mai 1985 in Utrecht weilte, fand der Großteil des Programms in der Jaarbeurs statt. Am 4. Juli 2015 ging hier Tour de France 2015 an den Start.

## Verkehrsanbindung
Utrecht liegt mitten in den Niederlanden und die Jaarbeurs ist sowohl mit dem Auto als auch mit öffentlichen Verkehrsmitteln gut erreichbar. Das Areal verfügt über eigene Parkplätze und ist nur wenige Gehminuten vom Hauptbahnhof Utrecht entfernt.

## Kino
2017 eröffnete auf dem Gelände ein Kino der belgischen Kino-Kette Kinepolis. Zeitgleich wurde eine Gastronomie eingerichtet, die für Kinobesucher als auch für Messegäste zugänglich ist.

## Galerie

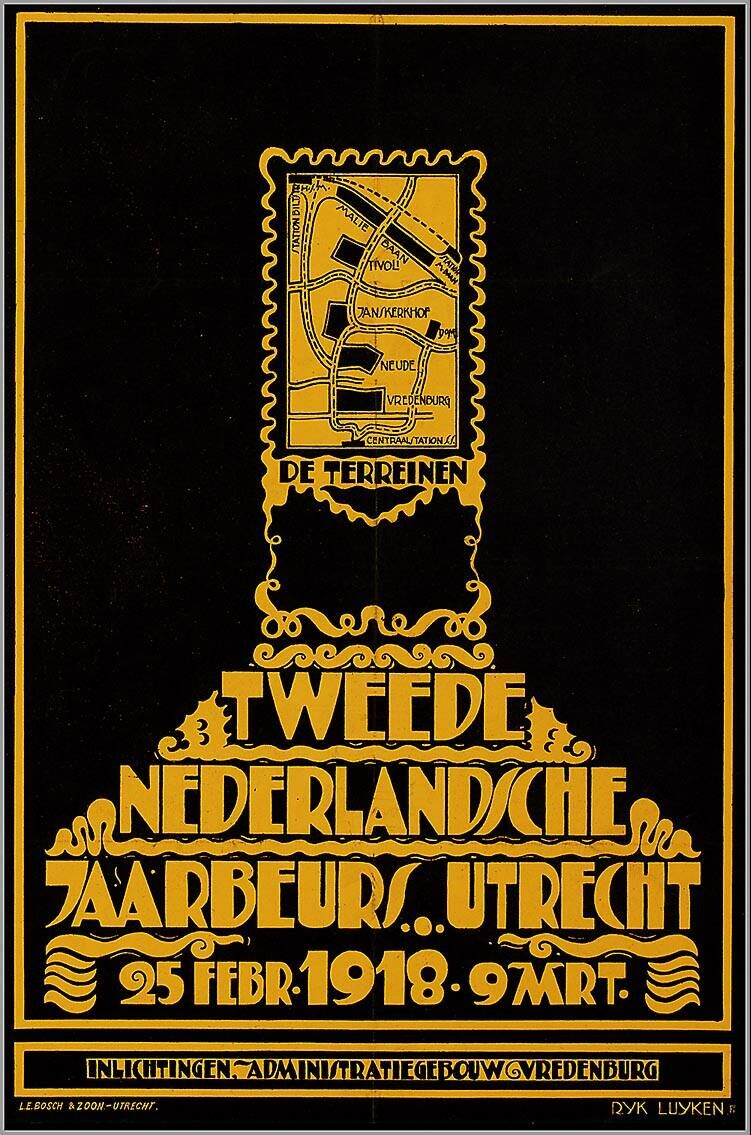
Plakat anlässlich der zweiten Jaarbeurs 1918
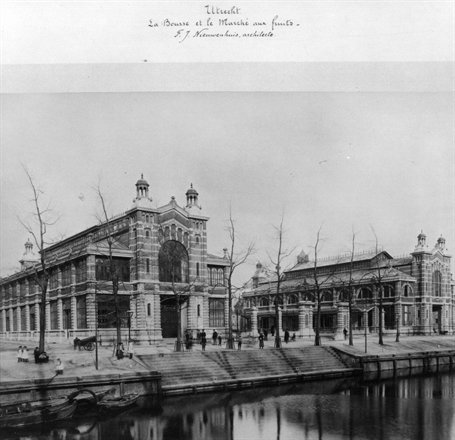
Die abgegangene Fruithal und Korenbeurs (etwa: Fruchthalle und Kornbörse)
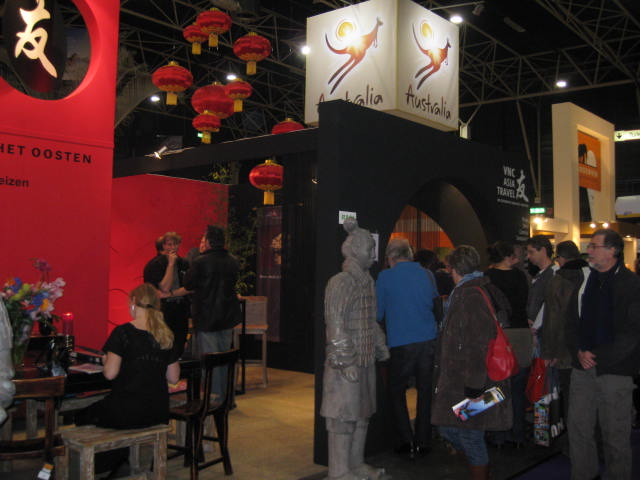
Impression auf der Vakantiebeurs (Touristikausstellung)
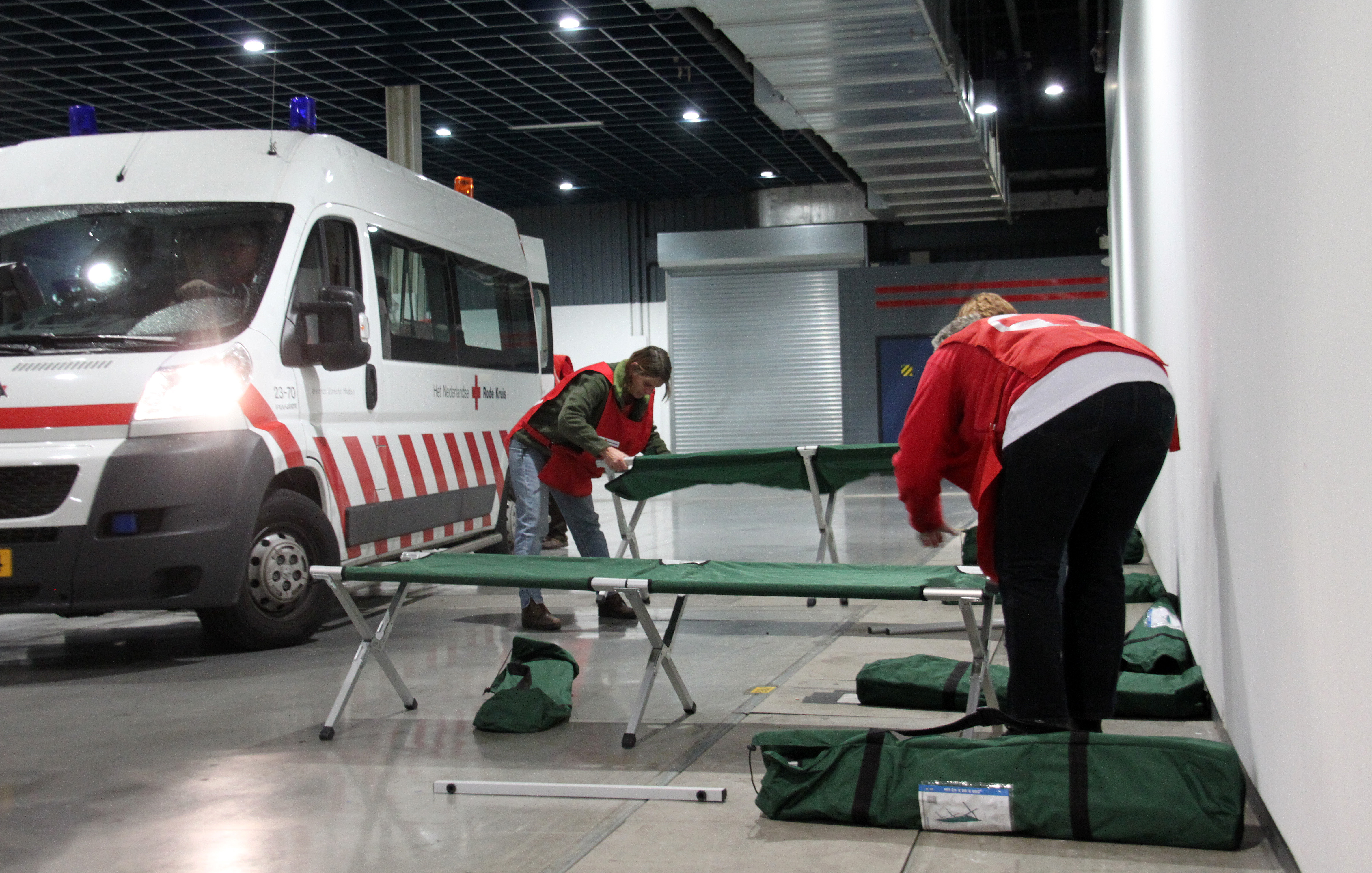
Verwendung der Jaarbeurs-Säle als Notunterkunft
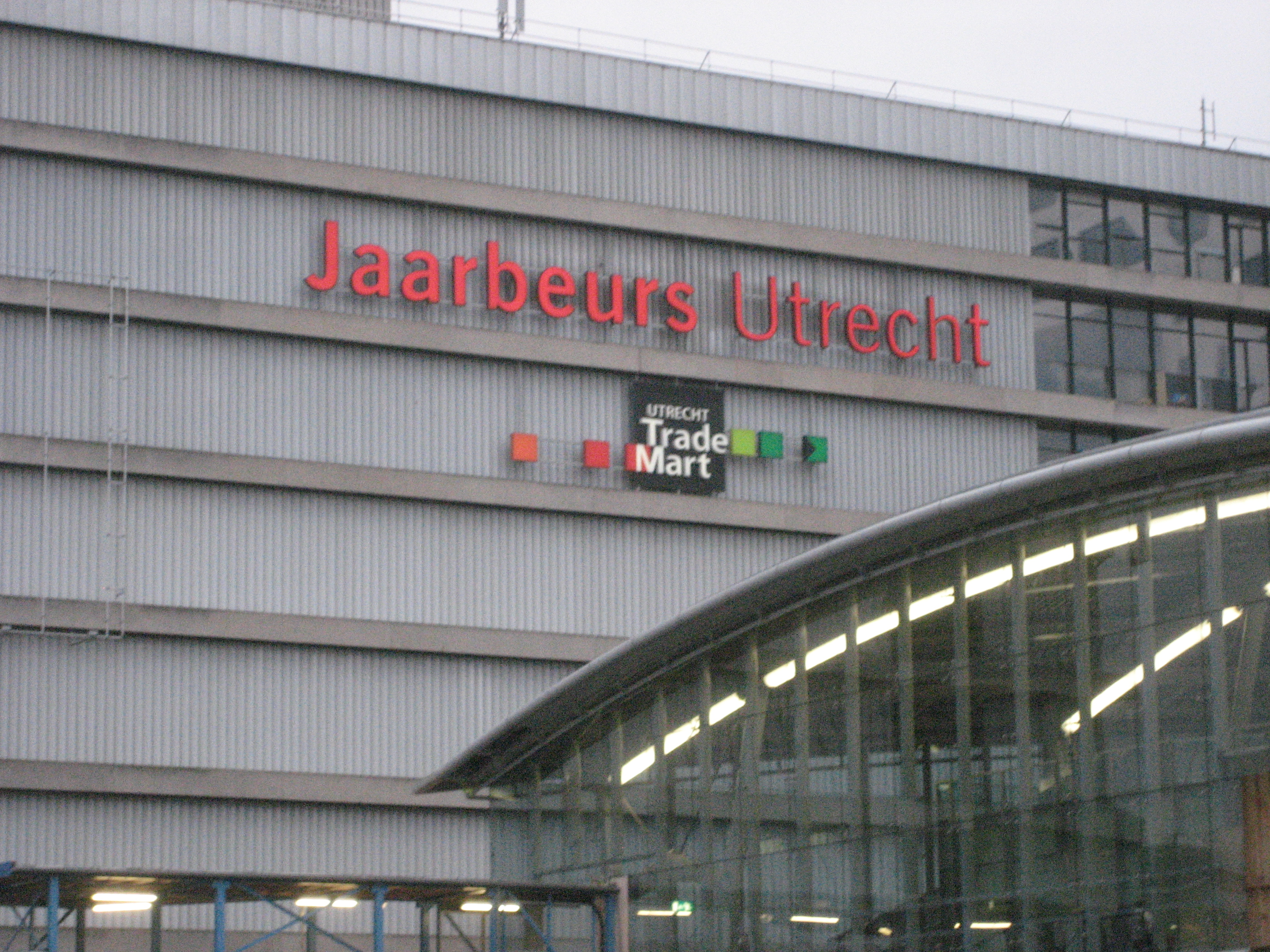
Jaarbeurs 2014